# 斯特宾斯环形山
斯特宾斯环形山（Stebbins）是位于月球背面北半部一座古老的大撞击坑，约形成于45.5-39.2亿年前的前酒海纪，其名称取自美国天文学家乔尔·斯特宾斯（Joel Stebbins，1878年-1966年），1970年被国际天文学联合会批准接受。

## 描述

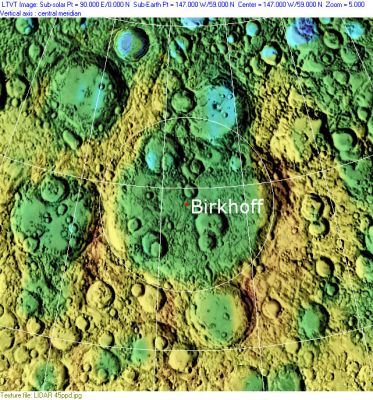
覆盖在伯克霍夫环形山东北偏北侧坑壁上的斯特宾斯环形山，LAC-19 区域图。

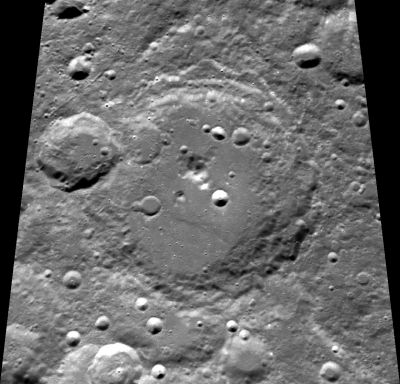
克莱门汀号拍摄的图像

该陨坑坐落在巨大的伯克霍夫环形山东北偏北侧坑壁上，它的三分之一几乎都位于伯克霍夫环形山的坑底，其西侧及西北偏西与索末菲环形山和柯克伍德环形山相毗邻、北面靠近较小的希波克拉底环形山，它的东南偏东则横亘了范托夫环形山。
该陨坑中心月面坐标为64°22′N 142°38′W / 64.36°N 142.64°W，直径129.7公里，深度2.9公里。

斯特宾斯环形山是一座已明显磨损和侵蚀的陨石坑，沿坑壁和坑底覆盖有许多更小的撞击坑，其中最为醒目的是横跨在西北壁上的卫星坑斯特宾斯 U。陨坑内侧壁带有阶地状结构，西北内坡上显示覆盖有一座大陨坑的残迹。环形山坑壁高出周边地形约1650米，内部容积约为18500立方千米。碗状的坑底相对平坦，靠北部散布有数座小陨石坑，中心点偏东北延伸着一道中央山脊，在它的西南坐落了一座小山丘。

## 卫星陨石坑
按惯例，最靠近斯特宾斯环形山的卫星坑将在月图上以字母标注在它的中心点旁边。

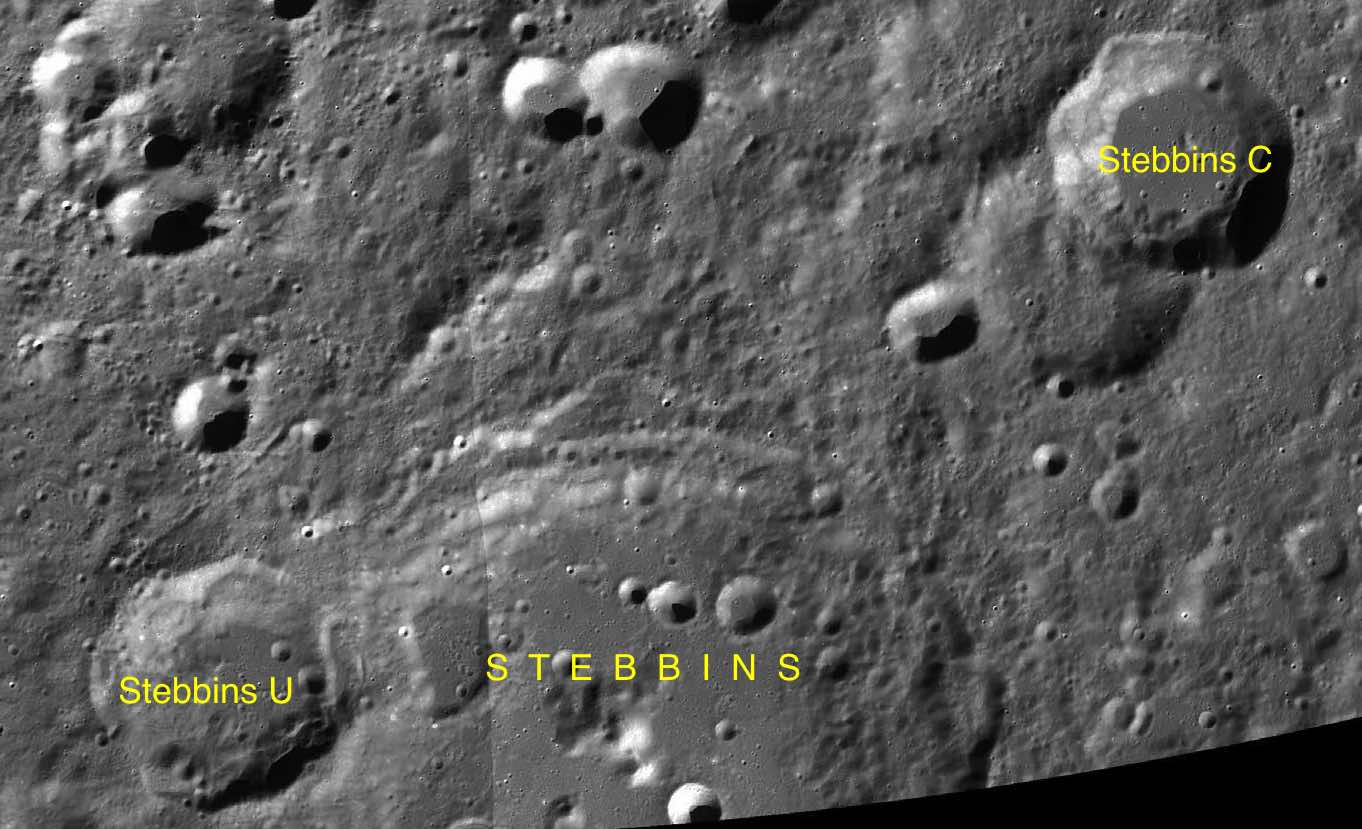
LAC-8 区域图

| 斯特宾斯 | 纬度    | 经度     | 直径    |
| -------- | ------- | -------- | ------- |
| C        | 67.7° N | 133.6° W | 39 公里 |
| U        | 65.4° N | 147.6° W | 44 公里 |

- 卫星坑斯特宾斯 C约形成于晚雨海世[1]；
- 卫星坑斯特宾斯 U约形成于酒海纪[1]。

## 参引资料
1. 1 2 3 4 5 6  Lunar Impact Crater Database
2. ↑   (PDF).   [2016-11-20]. （原始内容存档 (PDF)于2013-02-20）.
3. ↑  .   [2016-11-20]. （原始内容存档于2017-07-30）.

## 另请参阅
- Andersson, L. E.; Whitaker, E. A. . NASA RP-1097. 1982.
- Blue, Jennifer. . USGS. July 25, 2007  [2007-08-05]. （原始内容存档于2015-05-26）.
- Bussey, B.; Spudis, P. . New York: Cambridge University Press. 2004. ISBN 978-0-521-81528-4.
- Cocks, Elijah E.; Cocks, Josiah C. . Tudor Publishers. 1995. ISBN 978-0-936389-27-1.
- McDowell, Jonathan. . Jonathan's Space Report. July 15, 2007  [2007-10-24]. （原始内容存档于2015-01-12）.
- Menzel, D. H.; Minnaert, M.; Levin, B.; Dollfus, A.; Bell, B. . Space Science Reviews. 1971, 12 (2): 136–186. Bibcode:1971SSRv...12..136M. doi:10.1007/BF00171763.
- Moore, Patrick. . Sterling Publishing Co. 2001. ISBN 978-0-304-35469-6.
- Price, Fred W. . Cambridge University Press. 1988. ISBN 978-0-521-33500-3.
- Rükl, Antonín. . Kalmbach Books. 1990. ISBN 978-0-913135-17-4.
- Webb, Rev. T. W.  6th revised. Dover. 1962. ISBN 978-0-486-20917-3.
- Whitaker, Ewen A. . Cambridge University Press. 1999. ISBN 978-0-521-62248-6.
- Wlasuk, Peter T. . Springer. 2000. ISBN 978-1-85233-193-1.